# Desirée (1843)
Desirée, officiellt HM Fregatt Desirée, var en fregatt i svenska Kungliga flottan. Fartyget, som var döpt efter drottning Desideria av Sverige-Norge, byggdes på örlogsvarvet i Karlskrona efter ritningar av sekundchefen vid Flottans konstruktionskår Johan Aron af Borneman, och sjösattes den 24 juli 1843. Bestyckningen utgjordes av 46 stycken 30-pundiga kanoner och sex sju tums bombkanoner.
Desirée deltog som befälsfartyg i en svensk-norsk örlogseskader, som samlades i Öresund under befäl av konteramiral Carl August Gyllengranat, för att stödja Danmark under Slesvig-holsteinska kriget 1848–1851. Efter ett tillfälligt vapenstillestånd fortsatte kriget 1849, då med kommendörkapten Salomon Mauritz von Krusenstierna som fartygs- och eskaderchef. Desirée utrangerades den 15 december 1862, och gick efter att ha använts några år som kolupplag till upphuggning i maj 1867.